# Arbetarnas och småbrukarnas socialdemokratiska förbund
Arbetarnas och småbrukarnas socialdemokratiska förbund (ASSF; fi: Työväen ja Pienviljelijäin Sosialidemokraattinen Liitto, TPSL) var ett politiskt parti i Finland under efterkrigstiden. Partiet var en utbrytargrupp från Finlands socialdemokratiska parti (SDP), från början en falang av oppositionella socialdemokrater som 1959 formerade sig som eget parti. Partiets första ordförande Emil Skog avgick 1964 och återvände till SDP tillsammans med många av sina anhängare, och ASSF upphörde som parti under 1970-talet.

## Historik
På 1950-talet formerades en falang av oppositionella inom socialdemokraterna som i stor utsträckning förde sin egen politik utan stöd i partiledningen. Eftersom falangen leddes av den tidigare partiordföranden Emil Skog har dess medlemmar ibland kommit att kallas "skogiterna".
De oppositionella socialdemokraterna orienterade sig närmare agrarerna, som de rent av samarbetade i regeringsställning med efter V. J. Sukselainens regeringsombildning i september 1957, detta utan SDP-ledningens tillstånd. Socialdemokratiska oppositionella ingick också i Reino Kuuskoskis ministär 1958. Agrarförbundet stödde villigt splittringen inom socialdemokraterna och skall också ha fått stöd för detta från Sovjetunionen.
Efter riksdagsvalet 1958 kunde man räkna till 13 oppositionella socialdemokrater i riksdagen och 38 socialdemokrater trogna mot partiledningen. 1959 bröt sig falangen ut formellt och bildade partiet Arbetarnas och småbrukarnas socialdemokratiska förbund.

## Partiledare
- Emil Skog (1959–63)
- Aarre Simonen (1964–70)
- Uuno Nokelainen (1970–73)

Partisekreterare:
- Olli J. Uoti (1959–62)
- Vilho Turunen (1962)
- Heikki Törmä (1963–1964)
- Torsti Toivonen (1964–69)
- Olavi Saarinen (1970–72)
- Eero Santala (tf) (1972–73)